# 飯盛武夫
飯盛 武夫（いいもり たけお、1912年3月28日 - 1943年8月16日）は、日本の化学者、理学博士。飯盛里安の長男である。父・里安と同じように東京帝国大学理学部を卒業し、理化学研究所に入所して研究者の道を歩み始めたが31才で早世した。

## 略歴
- 1912年3月28日 出生
- 旧制新潟高等学校理科甲類卒業
- 1936年3月東京帝国大学理学部化学科を卒業
- 1936年4月理化学研究所飯高研究室に研究生として入所
- 1937年4月飯高研究室から飯盛研究室に移籍
- 1943年5月4日「本邦産稀元素鉱物の化学的研究」で東京帝国大学理学博士を取得
- 1943年8月16日 病没

## 業績
1936年理化学研究所飯高研究室に研究生として入所し、翌年4月までの1年間、熱した鉄が空気に触れた時に生じる酸化鉄の膜の結晶構造を電子線回折法で調べる研究を行なった。1937年4月には父・里安が主宰する飯盛研究室に移籍し、飯盛研究室本来の希元素関連の研究に加えてサイクロトロンに関する研究も行なった。与えられた研究題目は次のとおり。
- 原子核反応の研究
- 邦産特殊鉱物の産状並に其選鉱法の研究
- 邦産ジルコンよりジルコニウム及フェロジルコニウムの製造
- 邦産原鉱より稀元素の抽出

### サイクロトロン
1937年、理化学研究所には仁科芳雄の主導で日本で最初の26インチサイクロトロンが完成した。飯盛は当初からサイクロトロンに関わり、硫黄を中性子で照射して生成する放射性リンを化学的方法で分離する日本で最初の実験を行なった。また、クロムにサイクロトロンで発生させた中性子線、重陽子線を照射し、クロムの放射性同位体 Cr51, Cr55が生成することを実証した。
理研ではその後、より高エネルギーの粒子ビームが出せる60インチのサイクロトロンの建設を計画した。その頃、カリフォルニア大学放射線研究所 (現・ローレンス・バークレー国立研究所) のアーネスト・ローレンスのもとに留学していた嵯峨根遼吉から、ローレンスも60インチサイクロトロンを作ろうとしているということを知らせて来た。サイクロトロンの主要部分である電磁石は日本で購入するよりアメリカで2台まとめて購入する方が安くなることがわかったので、アメリカから輸入することになった。電磁石は1938年中頃到着し、翌年一応組み立てが終わったが、予期したような性能が出なかった。ローレンスのところではすでに完成していたので1940年、情報を得る目的で飯盛と矢崎為一 (やさきためいち)、渡辺扶生 (わたなべすけお) の3名が派遣された。当時はすでに日米関係が悪化していて日本人への便宜提供が禁じられていたが、特別のはからいでサイクロトロンの見学を許された。理研では3人が持ち帰った情報をもとにサイクロトロンの大改造を行なった。続いて1943年11月頃から調整に入り、1944年7月頃から実験に使えるようになった。しかしそれは飯盛が病没した後のことだった。

### 朝鮮半島への調査行
1934年、飯盛研究室員の吉村恂、畑晋 (はたすすむ)、父・飯盛里安とともに希元素鉱物資源調査のため日本統治下の朝鮮に渡った。南部は全羅北道の金提、全州および慶尚北道の慶州まで、北西は平安北道の富寧まで約1か月かけて全行程約4700kmを調査した。その結果各地に散在する砂金採集地にある副産物の重砂中に希元素鉱物が存在し、資源として利用できることが分かった。
1937年秋、飯盛研究室員の谷川浩、同研究室嘱託・長島乙吉とともに朝鮮の咸鏡南道永興郡仁興面を訪れ、砂金残砂から黒モナズ石を採取した。黒色のモナズ石はそれまで知られていなかった。
1938年5月、長島乙吉とともに朝鮮の忠清北道丹陽郡丹陽面九尾理および全羅北道茂朱郡赤裳面斜山里を訪れ、それぞれの場所からコルンブ石を採取した。
同年秋、再び長島乙吉とともに忠清南道洪城郡を訪れ、砂金残砂から3種のニオブタンタル鉱物を採取した。分析の結果、それらはタンタルユークセン石、イットロタンタル石、フェルグソン石であることが判った。前二者は日本およびその統治地域で初産であった。

### 希元素製品の製造工程の確立
1922年、飯盛研究室発足当時は純学術的な研究が行われていたが、工業の発展とともに希元素製品の需要が徐々に増えてきたため、これに応じるために1939年に製造部門として理研希元素部が設けられた。日中戦争を経て太平洋戦争が始まるとさらに希元素製品の需要が増加したので1941年に理研希元素工業株式会社が設立された。生産力増強のため1943年に足立工場と荒川工場が建設された。1933年以来、飯盛は室員の吉村恂、畑晋らと協力してこれら工場の諸工程を確立した。
各工場の作業内容は次のとおり
- 足立工場：黒砂 (朝鮮半島産砂金の残砂)の選鉱およびモナズ石の化学的処理による希土類元素 (セリウム、ランタン、ネオジム) およびトリウム、ウラン、メソトリウムの分離精製
- 荒川工場：カルノー石 (戦前アメリカから約200トン輸入したバナジウム鉱石) からウラン、バナジウムの抽出、およびフェロバナジウムの製造とジルコンからジルコニウムの抽出、フェロシリコン、ジルコニウム合金の製造
- 本郷工場：理研構内のパイロット試験工場で、主にフェルグソン石、緑柱石、希アルカリ鉱物などの化学処理

## 論文
1. 木村健二郎と共著「福岡縣安眞木村産閃ウラン鑛(ピッチブレンデ)及びモナズ石, 山口縣柳井町産燐灰ウラン石等の化學分析」『地質學雜誌』第43巻第513号、1936年、450 - 452頁。
2. 木村健二郎と共著「東洋産含稀元素鑛石の化學的研究(其二十六):福岡縣安眞木村産閃ウラン鑛,モナズ石及びツコ石に就て」『日本化學會誌』第58巻第11号、1937年、5 - 1143頁。
3. 木村健二郎と共著「東洋産含稀元素鑛石の化學的研究(其二十七):山口縣柳井町産燐灰ウラン石に就て」『日本化學會誌』第58巻第11号、1937年、1144 - 1145頁。
4. “Electron Diffraction Studies of Oxides formed on Iron”. Nature 140:  278. (1937).
5. “Tengerite found in Iisaka, and Its Chemical Composition”. Sci.Pap.I.P.C.R. 34:  832 - 841. (1938).
6. 畑晋と共著「宮城縣及び福島縣に於ける新産銅ウラン鑛，灰ウラン鑛及び閃ウラン鑛」『理化学研究所彙報』第17巻第5号、1938年、355 - 358頁。
7. “The Microgranulary Uraninite from Iisaka, and Its Geologic age”. Sci.Pap.I.P.C.R. 39:  208 - 210. (1941).

## 飯盛石
父・飯盛里安と長男・飯盛武夫それぞれの希元素および希元素鉱物の研究業績をたたえて飯盛石と命名された新鉱物がある。